# Драгиња Бабић
Др Драгиња Бабић (Ваљево, 3. октобар 1886 — Ваљево, 24. јануар/6. фебруар 1915) била је српски лекар.

## Биографија
Рођена је у Ваљеву 1886. године у породици трговца Јанка Бабића и Јелене - Јелке рођене Мишковић или Митровић. Њен отац је био 1892-1893 председник општине Ваљево, као и њен брат Марко Бабић у периоду пре Другог светског рата. Брат Јован Бабић је био професор српског језика и књижевник, а сестра Марија удата Тадић била је фармацеут.
У Ваљеву је завршила основну школу и ниже разреде гимназије. Више разреде гимназије је завршила у Београду у Трећој београдској гимназији 1905. године. Студије медицине је почела у Цириху 1905/06. године где је била стипендиста (питомац) ваљевске општине. Наставила је студије од 1908/09. у Берлину и завршила их 9/22. децембра 1911. године. Била је прва Српкиња која је завршила студије медицине на Берлинском универзитету. Драгиња је постала лекар са само 25. година у време када су жене лекари у Србији биле веома ретке. Као одличног студента хтели су да је задрже на факултету у Берлину, али се она одлучила да се ипак врати у Србију.
Радну каријеру је почела у Ваљеву као помоћни лекар у Окружној болници, затим је положила државни испит и радила је као општински лекар. Током балканских и Првог светског рата радила је као лекар у Ваљеву. Тамо је за време балканских ратова била управник резервне болнице. За време Првог светског рата након продора аустроугарских трупа 1914. повлачила се са српском војском у Пирот где је била управник Окружне болнице.
После Колубарске битке вратила се у Ваљево. У то време је у Србији владала велика епидемија пегавог тифуса узрокована вашкама које су пренели аустроугарски војници. У ваљевској болници је ситуација била посебно тешка и умирало је на стотине људи дневно. У време када су сви бежали из Ваљева Драгиња се вратила у родни град да помогне оболелима. Ту је, несебично се жртвујући за друге, и сама оболела од пегавог тифуса. Умрла је 24. јануара/6. фебруара 1915. са непуних 29 година. Три дана после ње од туге је умро и њен отац Јанко Бабић. Драгиња Бабић је умрла међу првим лекарским жртвама тада у Ваљеву, убрзо су од пегавог тифуса умрли и лекари Павле Војтех и Селимир Ђорђевић, добровољна болничарка сликарка Надежда Петровић и други.
Одликована је Орденом Светог Саве 4. реда 1913. године.